# Abeba Aregawi
Abeba Aregawi (Abeba) Gebretsadik (Adigrat, 5 juli 1990) is een Zweedse atlete, die aan het begin van haar sportieve carrière was gespecialiseerd in de 800 m, maar zich later meer toelegde op de 1500 m. Op deze laatste afstand werd ze eenmaal wereldkampioene. Ze nam ook eenmaal deel aan de Olympische Spelen, maar won hierbij geen medailles. Ze vestigde diverse nationale records op de 800 m en de 1500 m.

## Loopbaan
Aregawi is geboren in Ethiopië en bezit een dubbele nationaliteit. Haar eerste succes behaalde ze in 2009 met het winnen van de 800 m bij de Ethiopische kampioenschappen. Ze versloeg hierbij drievoudig kampioene Mestawet Tadesse. In datzelfde jaar won ze een bronzen medaille bij de Afrikaanse jeugdkampioenschappen. In 2010 stapte ze over naar de 1500 m. In 2011 won ze dit onderdeel op de XL Galan indoormeeting in Stockholm. Tot december 2012 kwam ze uit voor haar Ethiopië en hierna voor Zweden. In 2012 trouwde ze en sindsdien woont ze met haar man in Addis Abeba. 
In 2012 nam Abeba Aregawi deel aan de Olympische Spelen van Londen. Via 4.04,55 (kwalificatieronde) en 4.01,03 (halve finale) dwong ze een plaats in de finale af. Daarin werd ze vijfde met een tijd van 4.11,03. Deze wedstrijd werd gewonnen door de Turkse Aslı Çakır Alptekin in 4.10,23. Vanwege overtredingen van het dopingreglement werden jaren nadien zowel de Turkse winnares (in 2015) als haar als tweede geëindigde landgenote Gamze Bulut (in 2017) gediskwalificeerd, waardoor de vijfde plaats van Aregawi werd omgezet in een derde en zij dus alsnog de bronzen medaille in de schoot geworpen kreeg.
Op de wereldkampioenschappen van 2013 in Berlijn verging het haar beter en won ze de wereldtitel op de 1500 m. Met een tijd van 4.02,67 bleef ze de Amerikaanse Jennifer Simpson (zilver; 4.02,99) en de Keniaanse Hellen Obiri (brons; 4.03,86) voor. Met het winnen van de Diamond League-wedstrijden in Doha, New York, Rome, Birmingham, Lausanne en Brussel sleepte ze net als in 2012 de eindoverwinning er uit.
Aregawi was verreweg de sterkste bij de WK indoor van Sopot, waar ze deelnam aan de 1500 m. Ze won in een tijd van 4.00,61, voor de nummer twee Axumawit Embaye (4.07,12) en de derde Nicole Sifuentes (4.07,61). Outdoor leek het in aanloop naar de Europese kampioenschappen van Zürich op de 1500 m een tweestrijd te worden tussen Sifan Hassan en Aregawi. Ze waren de enige Europese atletes die onder de vier minuten liepen. Hassan liep dat seizoen 3.57,00, waar Aregawi 3.57,57 als seizoensbeste tijd had staan, gelopen bij de Prefontaine Classic. In Zürich werd het inderdaad een tweestrijd tussen de twee atletes, waar Aregawi het onderspit dolf: ze werd tweede in 4.05,08.
In 2016 werd Aregawi zelf ook betrapt op het gebruik van doping. De Zweedse atletiekfederatie maakte bekend dat zij tijdens een out-of-competitioncontrole tegen de lamp was gelopen. In afwachting van de controle van de B-staal werd Aregawi door de Zweedse atletiekbond voorlopig geschorst.
Aregawi is aangesloten bij de Zweedse atletiekclub Hammarby IF.

## Titels
- Wereldkampioene 1500 m - 2013
- Wereldindoorkampioene 1500 m - 2014
- Europees indoorkampioene 1500 m - 2013
- Ethiopisch kampioene 800 m - 2009

## Persoonlijke records
Outdoor
| Onderdeel | Prestatie         | Datum       | Plaats  |
| --------- | ----------------- | ----------- | ------- |
| 800 m     | 1.59,20 (NR)      | 8 juni 2013 | Hengelo |
| 1500 m    | 3.56,54 (Eth. NR) | 31 mei 2012 | Rome    |
|           | 3.56,60 (NR)      | 10 mei 2013 | Doha    |

Indoor
| Onderdeel | Prestatie    | Datum            | Plaats    |
| --------- | ------------ | ---------------- | --------- |
| 1500 m    | 3.58,40 (NR) | 21 februari 2013 | Stockholm |

## Palmares

### 800 m
- 2009:  Ethiopische kamp. - 2.08,33
- 2009:  Afrikaanse jeugdkamp. - 2.02,17
- 2013:  FBK Games in Hengelo - 1.59,20 (Zweeds NR)

### 1500 m
- 2011:  XL Galan in Stockholm - 4.01,47
- 2012:  OS - 4.11,03 (na DSQ Aslı Çakır Alptekin en Gamze Bulut)
- 2013:  XL Galan in Stockholm - 3.58,40 (Zweeds NR indoor)
- 2013:  EK indoor - 4.04,47
- 2013:  Qatar Athletic Super Grand Prix in Doha - 3.56,60 (Zweeds NR)
- 2013:  WK - 4.02,67
- 2014:  WK indoor - 4.00,61
- 2014:  EK - 4.05,08
- 2015: 6e WK - 4.12,16

### Diamond League 1500 m
- 2012:  Shanghai Golden Grand Prix - 3.59,23
- 2012:  Golden Gala in Rome - 3.56,54 (Ethiopisch NR)
- 2012:  Bislett Games in Oslo - 4.02,42
- 2012:  Weltklasse Zürich - 4.05,29
- 2012:  Diamond League eindoverwinning
- 2013:  Memorial Van Damme in Brussel - 4.05,41
- 2013:  Athletissima in Lausanne - 4.02,11
- 2013:  Sainsbury's Grand Prix in Birmingham - 4.03,70
- 2013:  Golden Gala in Rome - 4.00,23
- 2013:  Adidas Grand Prix in New York - 4.03,69
- 2013:  Diamond League eindoverwinning
- 2014:  Shanghai Golden Grand Prix – 3.58,72
- 2014:  Prefontaine Classic in Eugene – 3.57,57
- 2014:  Adidas Grand Prix in New York – 4.00,13
- 2014:  Glasgow Grand Prix in Glasgow – 4.00,94

1983 Mary Decker ·
1987 Tatjana Samolenko ·
1991 Hassiba  Boulmerka ·
1993 Liu Dong ·
1995 Hassiba  Boulmerka ·
1997 Carla Sacramento ·
1999 Svetlana Masterkova ·
2001 Gabriela Szabó ·
2003 Tatjana Tomasjova ·
2005 Tatjana Tomasjova ·
2007 Maryam Jamal ·
2009 Maryam Jamal ·
2011 Jennifer Simpson ·
2013 Abeba Aregawi ·
2015 Genzebe Dibaba ·
2017 Faith Chepngetich Kipyegon ·
2019 Sifan Hassan ·
2022 Faith Chepngetich Kipyegon ·
2023 Faith Chepngetich Kipyegon